# Chytridiodinium parasiticum
Chytridiodinium parasiticum is een soort in de taxonomische indeling van de Myzozoa, een stam van microscopische parasitaire dieren. Het organisme komt uit het geslacht Chytridiodinium en behoort tot de familie Chytridiodinidae. Chytridiodinium parasiticum werd in 1906 ontdekt door Dogiel.